# Indischer Monsun
Der indische Monsun ist der größte Monsun der Welt und wird daher häufig auch einfach der Monsun genannt. Er erstreckt sich im Wesentlichen über den indischen Subkontinent, gehört jedoch auch zu einem größeren Verbundsystem von Monsunerscheinungen im Raum des Indischen Ozeans. Dessen Ausläufer erstrecken sich in den süd-, südostasiatischen, nordaustralischen, aber auch ostafrikanischen Raum.

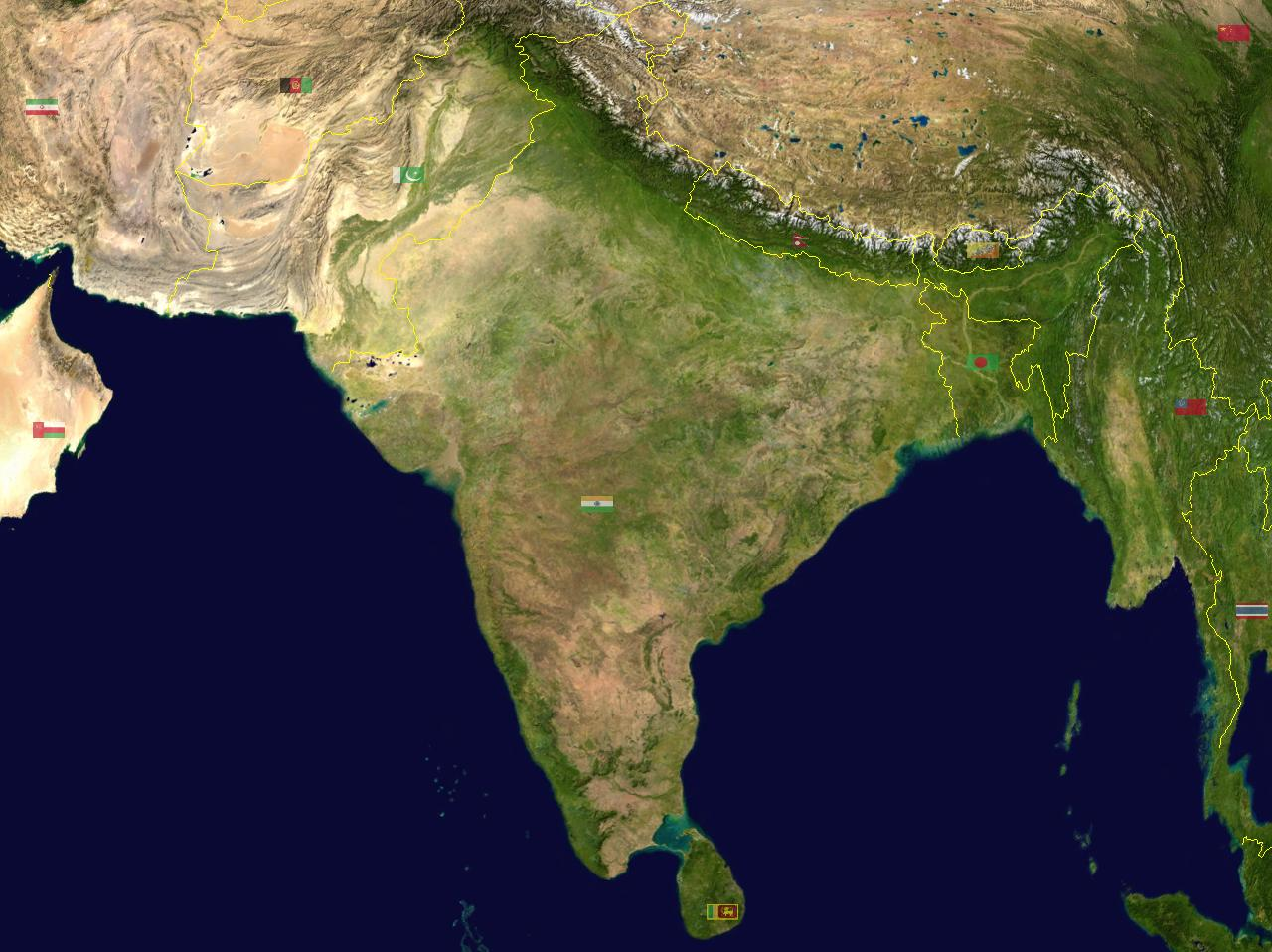
Indischer Subkontinent

## Besonderheiten

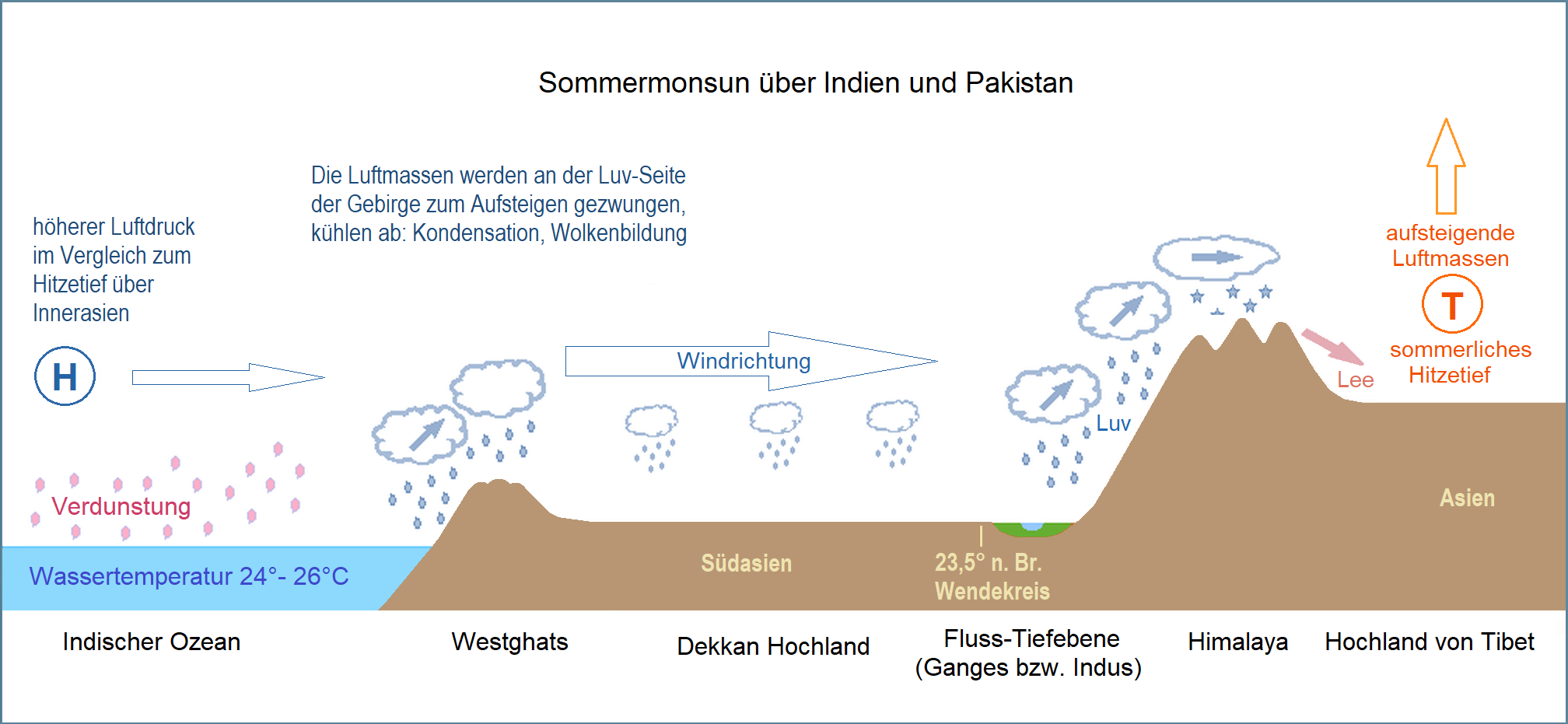
Sommermonsun: Ein Hitzetief jenseits des nördlichen Wendekreises ist wirksam. Die innertropische Konvergenz ist hier so weit nach Norden verlagert, dass „außertropische Konvergenz“ treffender wäre.

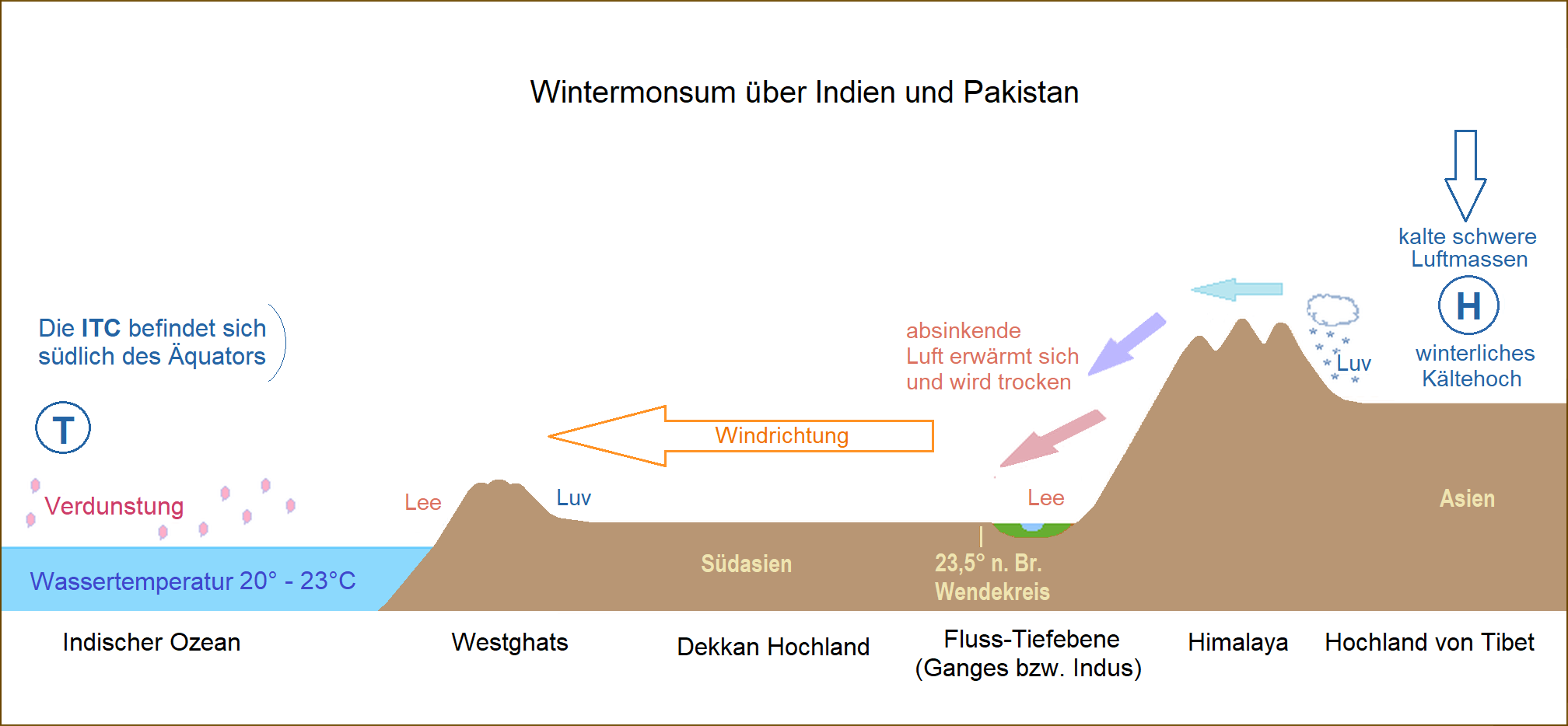
Wintermonsun: Vom Festland kommende trockene Winde bewirken Dürreperioden.

Wegen der großen kontinentalen Oberfläche, besonders der tibetischen Hochebene, erscheint das Monsunphänomen in Indien mit einer Verlagerung der Innertropischen Konvergenzzone, kurz ITC, bis 30° nördlicher Breite sehr deutlich. Auch ist der indische Monsun der einzige Monsun, welcher eine Wirkung bis in die oberen Schichten der Troposphäre aufweist. Hier zeigt sich über der tibetischen Hochebene eine hochreichende Umkehr des meridionalen Temperaturgradienten und somit die Tendenz zu ausgeprägten Advektionserscheinungen. Zudem wird auf Höhenwetterkarten eine saisonale Umkehr der Windrichtungen bis über die 700-hPa-Isobare hinaus deutlich. Weder der nordamerikanische noch der westafrikanische Monsun zeigen eine derartige Höhenwirkung, obwohl sich die Luftschichten in Bodennähe sehr stark erwärmen. Die Entwicklung einer vergleichsweise hochreichenden feuchten Tiefenluftschicht in Verbindung mit dem advektiven Aufstieg und der adiabatischen Abkühlung der Luft, die zum Monsunregen führen, sind daher typische Phänomene des indischen Monsuns, während es in den anderen Monsunregionen zu nur wesentlich schwächeren Monsunregenfällen kommt.
Der starke Gegensatz zwischen den vom trockenen Wintermonsun und vom regenbringenden Sommermonsun geprägten Jahreszeiten hat weitreichende Auswirkungen auf das Leben der Menschen. Da es sich bei Indien noch mehrheitlich um ein Agrarland handelt, kommt diesen Niederschlägen eine lebenswichtige Bedeutung zu. Das gilt zwar vornehmlich für die Landbevölkerung, jedoch sind auch die indischen Städte über ihre Wasser- und Lebensmittelversorgung einerseits auf den Monsunregen angewiesen und andererseits durch extreme Niederschläge, die mit ihm einhergehen, bedroht.
Aus dieser enormen Abhängigkeit in Verbindung mit dem rasanten Wachstum der indischen Bevölkerung und einem zunehmend instabilem Klima im Zuge der globalen Erwärmung resultiert ein dramatisches Krisenpotential. Besonders drastisch zeigt sich dies bei den großflächigen Waldrodungen und der hieraus resultierenden Anfälligkeit für Bodenerosion und Überschwemmungen. Aus diesem Dualismus zwischen der Abhängigkeit vom und den Gefahren durch den Monsun entwickelte sich in der Folge auch die charakteristische Einstellung der indischen Bevölkerung zum Monsun, welche mit vielen Aspekten der indischen Kultur und Lebenseinstellung verwoben ist. Die Rolle des Monsuns in Zusammenhang mit der indischen Kultur beziehungsweise Kulturgeschichte, vor allem in Bezug auf die Indus-Kultur, wird im Abschnitt zur Bedeutung der Monsune näher erläutert.

## Entstehung und Jahresgang

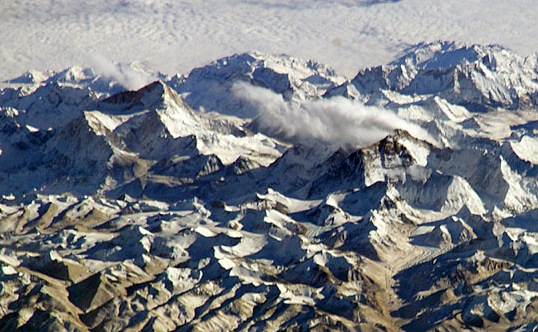
Der Himalaya als Wetterscheide

Grundlagenartikel: Entstehung eines Monsuns
Für das Verständnis des regionalen Witterungsablaufs muss die großräumige thermische Steuerung mit Zellularstrukturen wie der Monsundepression kombiniert werden. Auch terrestrische Gegebenheiten, wie der Stau von Winden am Lee von Gebirgen, spielen eine starke Rolle. So verzweigt sich der Jetstream in der Wintermonsunzeit am Pamirknoten in einen Nord- und einen Südoststrom, welcher sich feststehend über den Himalaya-Abfall anlegt und eine wesentliche Rolle bei der Ausbildung eines stabilen Hochdruckgebiets über Nord-Zentralindien spielt. Die Lee-Konvergenz der beiden Höhenströmungen weist eine zyklogenetische Tendenz auf, was sich klimatisch auf Südjapan und China auswirkt.

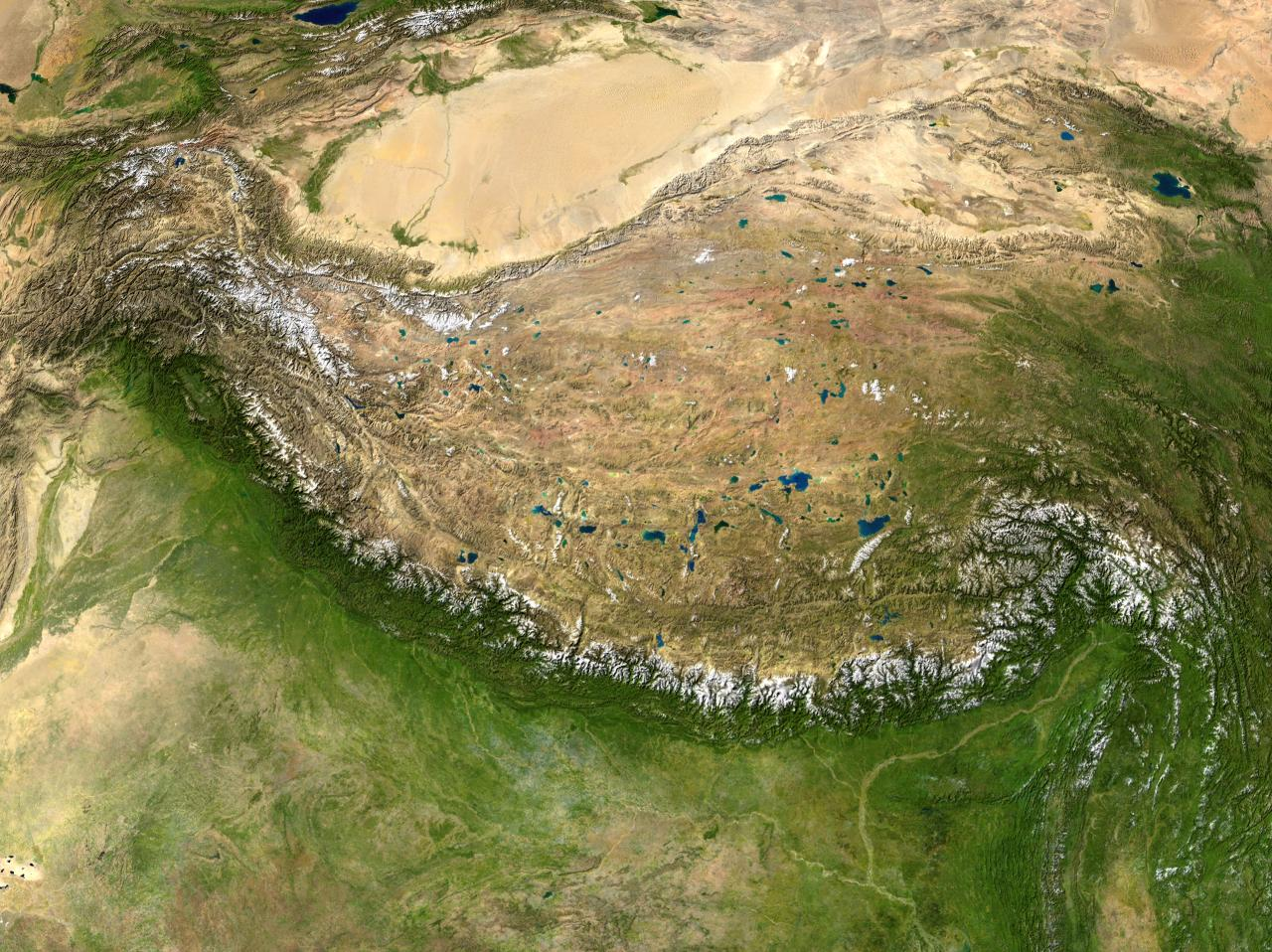
Der Himalaya und die tibetische Hochebene

Im Sommer wird zunächst der südliche Ast des Jetstreams durch ein Höhenhoch der Luft über Tibet blockiert, woraufhin er zum nördlichen Jetstream am Kunlun Shan überspringt. Die für das Höhenhoch über Tibet verantwortliche tibetanische Hochebene ist aufgrund von Größe, Höhenlage, Abgeschirmtheit und Trockenheit ideal dafür geeignet, die über ihr befindlichen Luftschichten aufzuheizen. Es bildet sich daher, wie im Abschnitt zur Oberflächenerwärmung erläutert, ein thermisches Bodentief aus. Dieses stabile Bodentief wirkt nun sehr stark auf den indischen Subkontinent ein und verstärkt die Konvergenzerscheinung hin zum Kontinent. Dadurch ist die Luft am Fuße des Himalayas weniger stabil und das winterliche Subtropenhoch über Indien verschwindet. Der Sommermonsun kann nach dem Abklingen des Wintermonsun nun ungehindert eindringen (burst of monsoon). Durch das Tibet-Hoch und die resultierenden Temperaturdiskrepanzen entsteht ein starkes Druckgefälle, wodurch sich eine östliche Höhenströmung (Tropical Easterly Jet) ausbildet, die das Wetter bis in die Sahara beeinflusst. Der indische Monsun hat also Auswirkungen auf das globale Klima.

## Jahreszeiten

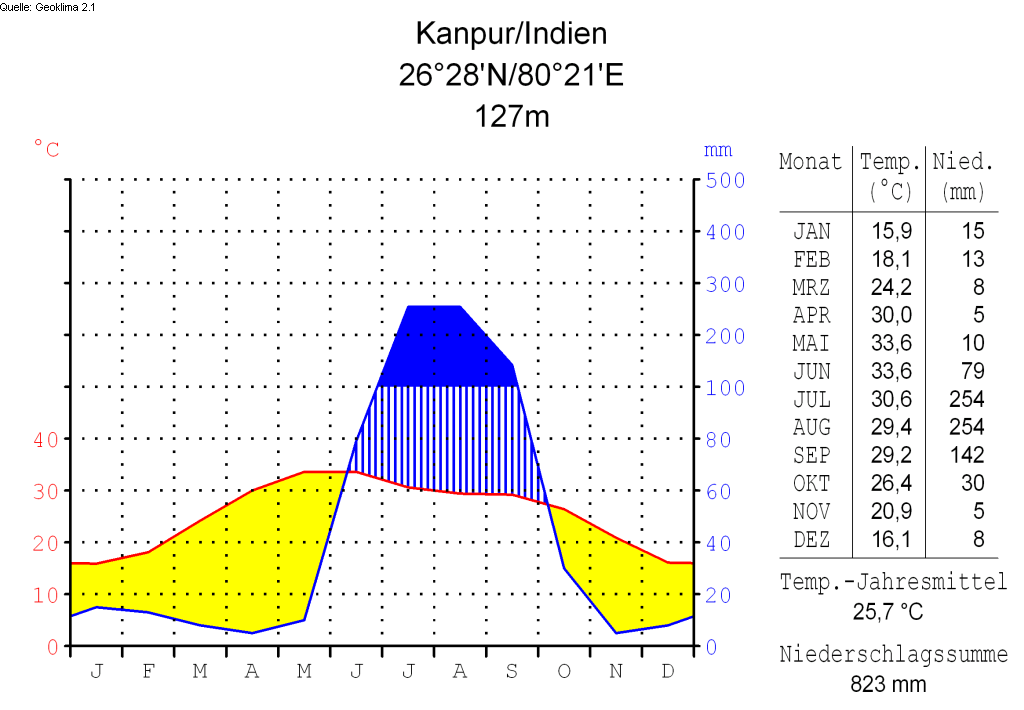
Klimadiagramm von Kanpur

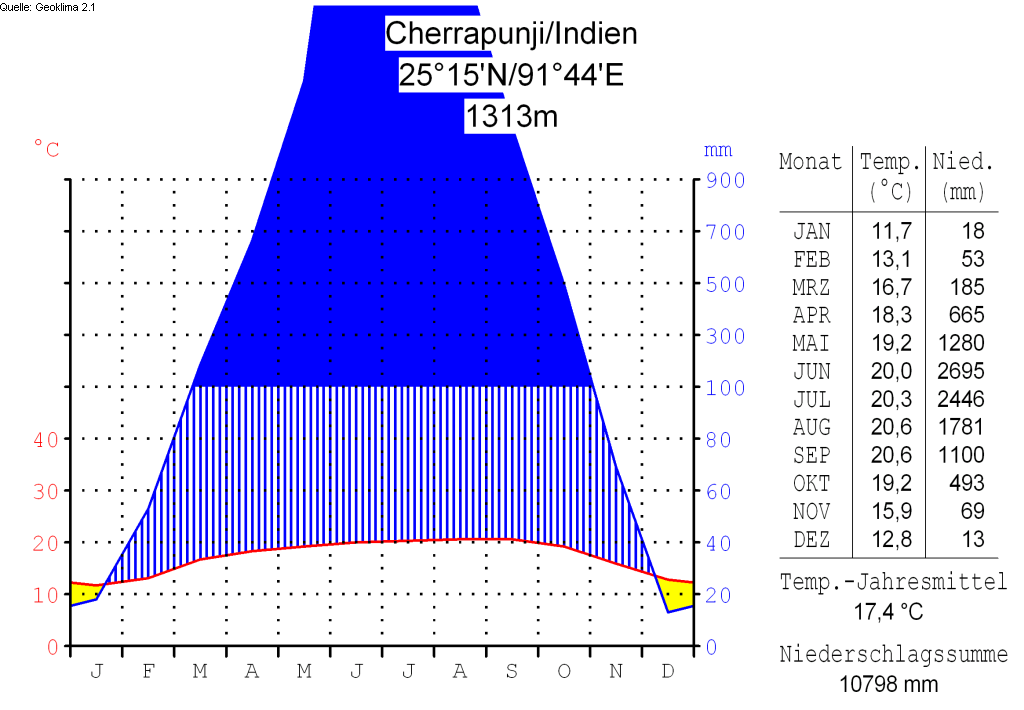
Extrem hohe Niederschläge werden in der Region Cherrapunji gemessen.

Der indische Sommermonsun ist ein Südwestwind, oder mit anderen Worten, wenn sich die ITC auf der Nordhalbkugel befindet, überquert der Süd-Ost-Passat den geographischen Äquator und wird dabei durch die sich ändernde Corioliskraft in einen Südwestwind umgewandelt. Der Sommermonsun setzt im Juni/Juli durch die oben erläuterte ITC-Verlagerung und Passatumlenkung (SO-Passat zu SW-Monsun) von Südwesten her ein und hält bis September/Oktober an. Feuchte ozeanische Luftmassen erreichen zuerst die Westghats und verursachen eine labile Atmosphärenschichtung (Erläuterung siehe im Artikel Föhn), aus der der Monsunregen resultiert. Diese hohen Niederschläge dauern mehrere Monate an, man spricht daher auch von einer Regenzeit. Besonders an morphologischen Hindernissen (Gebirgen) kann der Monsunregen als Steigungsregen sehr hohe Niederschlagsmengen erreichen, welche sogar stellenweise die Grenze von 10.000 Millimetern Jahresniederschlag überschreiten. Extrem hohe Niederschläge durch Monsunregen werden in der Region um Cherrapunji gemessen mit einem durchschnittlichen Jahresgesamtniederschlag von circa 9000 mm, wo auch der globale Einzeljahresrekord von 26461 mm registriert wurde. In Mawsynram im indischen Bundesstaat Meghalaya bringt der Monsunregen den weltweit höchsten gemittelten Jahresniederschlag von 11872 mm. Diese Niederschläge fließen in großen Teilen oberirdisch ab und führen in Bangladesch regelmäßig zu Flutkatastrophen.
Der Wintermonsun ist mit dem Nordost-Passat identisch und liefert kalte, trockene Luftmassen aus dem Kältehoch über Sibirien (Lit.: Goudie 2002). Er setzt im September/Oktober ein und hält bis Juni/Juli an, wobei man diesen ariden Zeitraum als Trockenzeit bezeichnet. Diese kann sich in Jahren mit einem schwachen Sommermonsun zu einer Dürre ausweiten und führte in der Vergangenheit oft zu großen Hungersnöten.

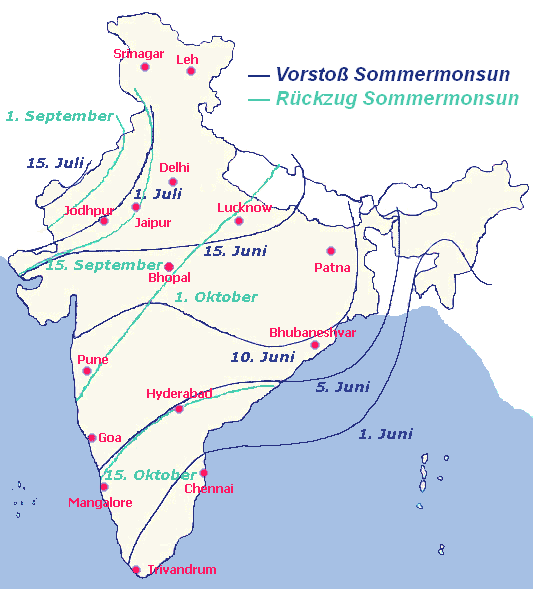
Ausbreitung und Rückzug des indischen Sommermonsuns

Im Bild rechts ist die zeitliche Ausbreitung des indischen Monsuns anhand einiger Markierungen verdeutlicht. Die dunkelblauen Linien stehen für die Ausbreitung des Sommermonsuns (Monsunfront) beziehungsweise den Rückzug des Wintermonsuns im Juni/Juli und die hellblauen Linien für die Ausbreitung des Wintermonsuns beziehungsweise den Rückzug des Sommermonsuns im September/Oktober, wobei man – in hinreichend guter, aber keinesfalls verlässlicher Genauigkeit – jeder Linie einen bestimmten Zeitpunkt im Jahresverlauf zuordnen kann. Es gilt deshalb zu beachten, dass die tagesgenauen Angaben nur grobe Richtwerte darstellen, da das Vordringen des Monsuns ein dynamischer Prozess ist, welcher durch Oszillationen an der Monsunfront geprägt wird. Als Erfahrungswerte (empirische Merkmale) zur Bestimmung dieser Zeitpunkte werden das Auftreten beziehungsweise das Verschwinden des Monsunregens genutzt.

## Variabilität und Wandel
Der indische Monsun stellt als Ganzes eine verlässliche Klimaerscheinung mit nur relativ geringfügigen Unterschieden im Verlauf mehrerer Jahre dar. So spiegelt die mittlere jährliche Niederschlagsmenge von 852 mm mit einer Standardabweichung von 84 mm ein feuchtes, aber auch schwankungsarmes Klima wider. Wetterbeobachtungen deuten ebenso wie darauf beruhende klimatische Trendanalysen auf eine mittelfristige Zunahme der Monsunniederschläge im indischen Raum hin. Diese sind mit einer zunehmenden Gefahr von Überschwemmungen verbunden, welche an Häufigkeit und Stärke bereits nachweisbar zunehmen. Man führt die Ursachen dieser Entwicklung auf eine Kopplung mit der globalen Durchschnittstemperatur zurück, also auch mit der globalen Erwärmung.

### Wechselwirkungen mit ENSO

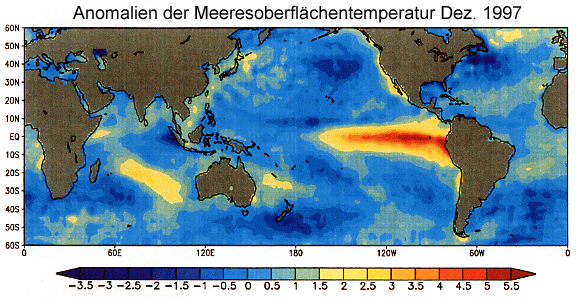
Anomale Meeresoberflächentemperatur (°C), beobachtet im Dezember 1997 während des letzten starken El Niños (Quelle: NCEP, NOAA)

Das Auftreten des El-Niño-Phänomens im ostpazifischen Raum wirkt sich selbst bis in den Indik und somit auch auf den indischen Monsun aus. Schon recht früh wurde der Southern Oscillation Index, ein Parameter für die Wahrscheinlichkeit des Auftretens des genannten El Niño-Phänomens, auf Grundlage der Messungen des Observatoriums der britischen Kolonialverwaltung in Indien durch dessen Leiter Gilbert Walker mit dem Ausbleiben beziehungsweise der Abschwächung des indischen Sommermonsuns und den dadurch bedingten Niederschlägen in Verbindung gebracht. Es zeigte sich, dass beide Phänomene eng miteinander verwoben sind und sich gegenseitig beeinflussen, was nichts anderes aussagt, als dass die globale Atmosphärenzirkulation keine für sich stehenden Elemente enthält, sondern ihr globaler Charakter im Vordergrund steht. Es reicht also nicht aus, den Monsun nur für sich allein zu betrachten, wenn man seine Dynamik und sein Auftreten verstehen will. Aber die Annahme einer direkten Verbindung zwischen beiden Phänomenen ist nicht ausreichend, da es beispielsweise 1997 trotz eines starken El Niño „normale“ Monsunregenfälle gab. Sehr wichtig ist es beispielsweise, auch die Variabilität der Luftaufwärmung über der tibetischen Hochebene und damit vor allem die dortige Albedo, die durch das Vorhandensein von schneebedeckten Flächen und deren Schneehöhe entscheidend beeinflusst wird, zu beachten. Generell lässt sich jedoch in den letzten Jahrzehnten ein abnehmender Einfluss des El Niño auf den indischen Monsun feststellen, wobei noch weitgehend ungeklärt ist, weshalb es hierzu kommt, und vor allem, wie nachhaltig dieser Wandel ist.

## Bedeutung für die Kulturgeschichte
Die kulturgeschichtliche Bedeutung ist besonders im Falle des indischen Monsuns sehr stark ausgeprägt. Neben der Rolle der Monsunwinde als Mittler des Kulturaustauschs im Raum des Indiks (siehe auch Monsun) zeigt sich dies vor allem am Beispiel der Indus-Kultur.

### Indus-Kultur

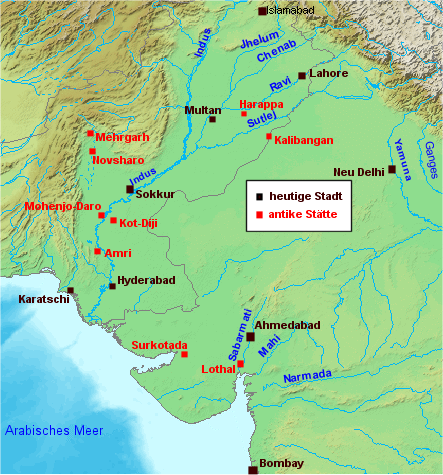
Stätten der Indus-Kultur

Die Indus-Kultur zeichnet sich dadurch aus, dass sie schon sehr früh einen fortgeschrittenen Wasserbau entwickelte, wohl weil sie auch aufgrund schwankender Monsunregenfälle darauf angewiesen war. Die Entwicklungen der Infrastruktur in Bezug auf Wasserspeicherung, -transport und -verteilung erreichten im Zeitraum von 3500 bis 1500 v. Chr. ein ähnliches Niveau wie erst Jahrtausende später die römische Hochkultur. In Teilbereichen übertraf sie diese sogar und wurde in vielen Regionen Indiens bis heute nicht wieder erreicht. Die Frage des Wassers und der Wasserversorgung hatte hier eine hohe Priorität; und zahlreichen Innovationen gehörten bereits Einrichtungen wie Bäder, Spültoiletten, ein durch Brunnen gestütztes Kanal- und Leitungssystem bis zu den Wohnhäusern und eine ausgereifte Kanalisation. Zwar sind die bisherigen archäologischen Funde nur von begrenzter Aussagekraft, jedoch deuten viele Indizien auf eine ausgeprägte Rückhaltewirtschaft hin, welche dazu beigetragen haben könnte, die Wasserversorgung auch in den trockenen Wintermonaten zu sichern. Dies stellt wiederum eine Grundvoraussetzung für die Etablierung einer stabilen Hochkultur dar, setzt eine Vielzahl an wasserbaulichen Kenntnissen voraus und erlaubt den Rückschluss auf eine mit deren Anwendung und Bewahrung betraute „Wasserelite“. Die Notwendigkeit, mittels im Jahresverlauf sehr unterschiedlicher Niederschläge eine sehr produktive Landwirtschaft zu betreiben, könnte den entscheidenden Impuls zur Herausbildung eines solchen Wasserbaus und der damit verbundenen „Wasserkultur“ gegeben haben.

Dasselbe gilt auch für andere Regionen, also nicht nur für Indien, wobei sich an den grundlegenden Fragen der Wechselbeziehung zwischen Monsun, Landwirtschaft und Mensch bis in die heutige Zeit nur wenig geändert hat.

## Auswirkungen

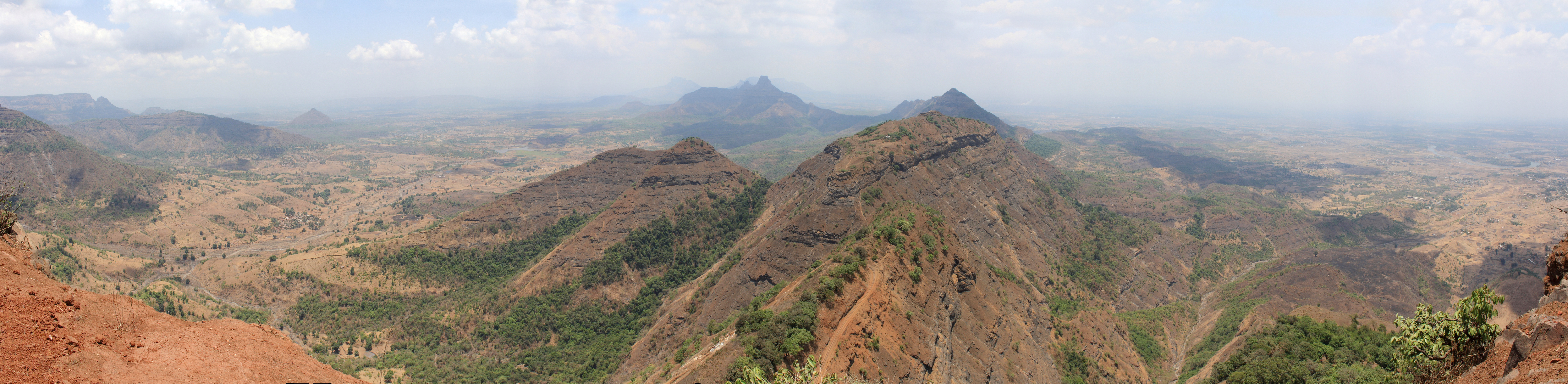
Die Western Ghats in der Trockenzeit

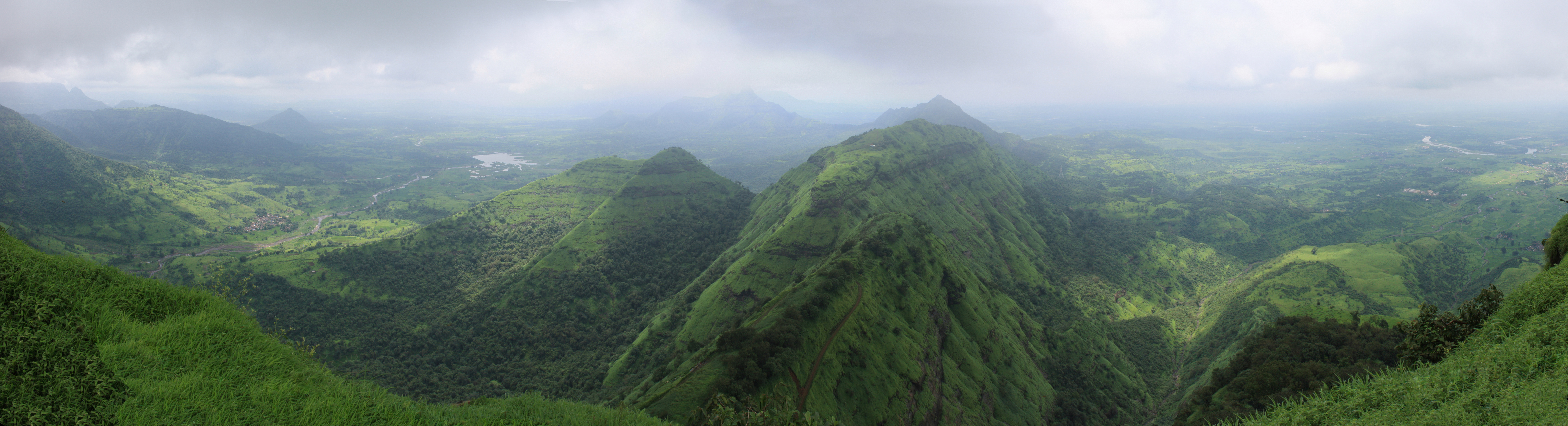
Die Western Ghats in der Regenzeit

Der Monsun fordert in Indien jährlich große Opferzahlen. So starben in der Saison 2005 etwa 1300 Menschen durch Flut und Unwetter. Auch 2006 waren bis zum 31. Juli bereits 480 Opfer zu beklagen. Würde der Monsun jedoch einmal ausbleiben, hätte das für die Landwirtschaft einschneidende Folgen. Da die Felder bewässert werden müssten, würde es zu Dürren und bis zu 95 Prozent Ernteausfall kommen.
Außergewöhnliche heftige Auswirkungen hatte der Monsun 2007. Etwa 21 Millionen Menschen verloren in Indien, Nepal und Bangladesch ihr Obdach. Allein in den indischen Bundesstaaten Bihar, Uttar Pradesh und Assam starben bis Anfang August mehr als 120 Menschen.
Nach wochenlangen Monsunregenfällen kam es Ende August 2008 im indischen Bundesstaat Bihar zu über 1,2 Millionen Obdachlosen und mehreren hundert Toten.
Neben diesen direkten Auswirkungen auf die Bevölkerung hat die Monsunzeit auch große wirtschaftliche Folgen. Insbesondere die Erträge aus der Landwirtschaft und dem Tourismus hängen stark vom Verlauf der Monsunsaison ab.

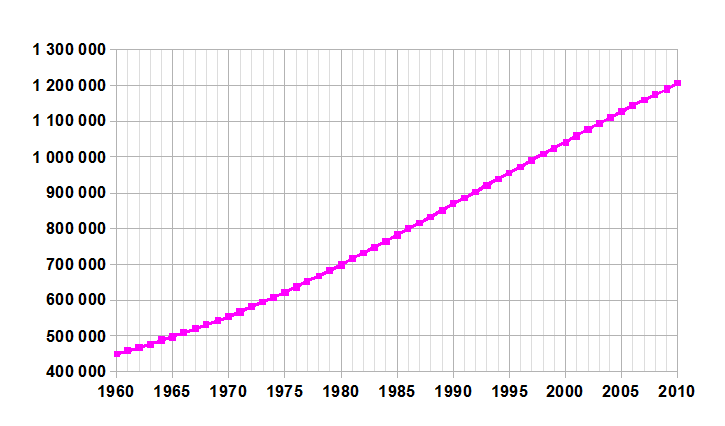
Bevölkerungsentwicklung Indiens
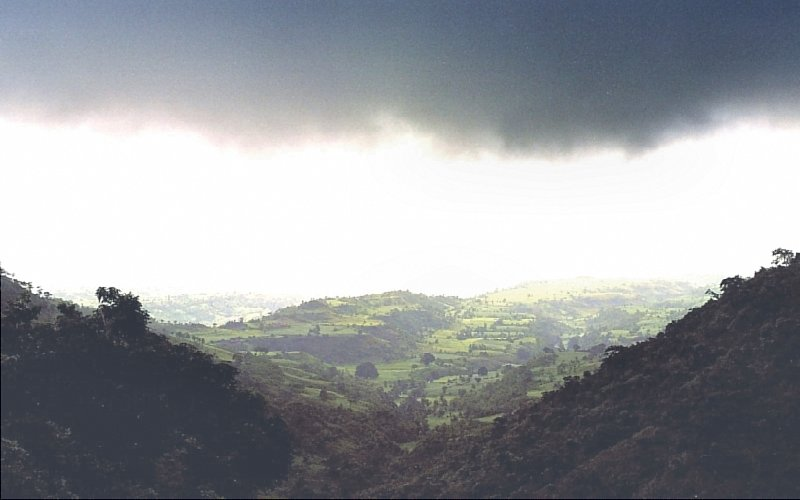
Monsun über dem Vindhyagebirge in Zentralindien
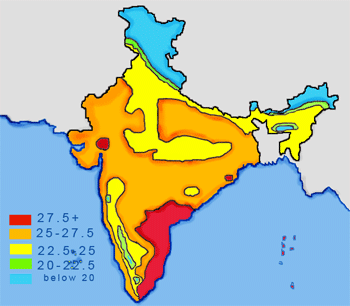
Temperaturzonen
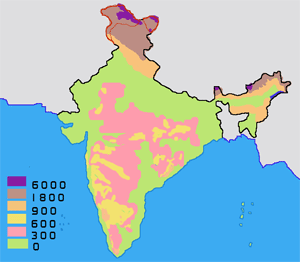
Höhenzonen
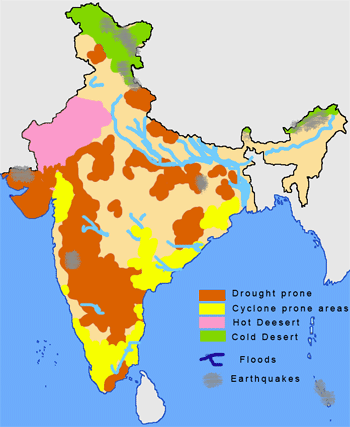
Naturkatastrophen